# A-002

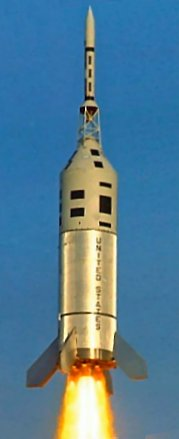
비행중인 리틀 조 II 로켓

A-002는 미국의 아폴로 계획에 의해 3번째로 행해진 우주선의 비상 탈출 로켓(launch escape system, LES)의 발사 시험이다.

## 목적
비상 탈출 로켓의 발사 시험은 패드 어보트 테스트-1 및 A-001에 이어 이것이 3번째이며, A-002는 보다 가혹한 조건 하에서의 실험이 시도되었다. A-002의 주 목적은, 최대 공력 온도(Max Q, 상승 중 공기 저항이 최대가 되는 시점)에서 LES가 충분한 성능을 발휘할 수 있는가를 검증하는 것이었다.
리틀 조 II 로켓이 사용되는 것도 QTV, A-001에 이어 이것이 3번째이며, 1단째는 2기의 알골(ALGOL) 로켓과 4기의 보조 로켓을 탑재해, 출력은 큰 폭으로 증강되었다. 또 LES도, 앞부분에 자세를 안정시키기 위한 소날개를 탑재하고, 사령선을 배기가스로부터 보호하기 위한 커버를 설치하는 등의 개선이 이루어졌다. 사령선은 모형이었다. 감속용의 소형 낙하산은 전회까지는 1기였지만, A-002에서는 2기로 증강되었다.

## 비행
A-002는 1964년 12월 8일 15:00:00 UTC에 발사되었다. 기체가 음속을 넘어 Max Q에 이른 시점에서 LES 본체의 로켓과 방향 전환용 소형 로켓이 점화되었지만, 잘못된 기상 데이터가 입력되고 있었기 때문에 예정보다 2.4초 빨리 소형 로켓에 점화되어 버렸다. 그 결과, 기체의 공기 저항은 예상보다 커졌다.
점화로부터 11.1초 후에 앞부분의 소날개가 전개되어 사령선은 4회 회전한 후에 저부의 내열 보호 방어물을 진행 방향으로 향하는 착륙 자세로 안정시켰다. 최초로 회전했을 때 사령선의 보호 커버의 일부가 뜯겨졌다. 도달 고도는 15,350 m였다. 고도 7,163 m에서 예정대로 낙하산이 전개해, 사령선은 발사대로부터 약 10 km 떨어진 지점에 초속 7 m(시속 25.2 km) 로 착륙했다.